# Ryżykowo (obwód smoleński)
Ryżykowo (ros. Рыжиково) – wieś (ros. деревня, trb. dieriewnia) w zachodniej Rosji, w osiedlu wiejskim Czistikowskoje rejonu rudniańskiego w obwodzie smoleńskim.

## Geografia
Miejscowość położona jest nad Olszanką, 0,2 km od drogi federalnej R120 (Orzeł – Briańsk – Smoleńsk – granica z Białorusią), 0,2 km od najbliższego przystanku kolejowego (439 km), 10,5 km od centrum administracyjnego osiedla wiejskiego (Czistik), 16,5 km od centrum administracyjnego rejonu (Rudnia), 48,5 km od Smoleńska.
W granicach miejscowości znajdują się ulice: Centralnaja, Dacznaja, Kłubnaja, Lesnaja, Ługowaja, Mira, Riecznoj, Szkolnyj pierieułok, Torgowyj pierieułok, Zariecznaja.

## Demografia
W 2010 r. miejscowość zamieszkiwało 149 osób.

## Historia
W czasie II wojny światowej od lipca 1941 roku wieś była okupowana przez hitlerowców. Wyzwolenie nastąpiło w październiku 1943 roku.
Uchwałą z dnia 20 grudnia 2018 roku w skład jednostki administracyjnej Czistikowskoje weszły wszystkie miejscowości (w tym Ryżykowo) osiedla wiejskiego Smoligowskoje.